# Райка двоплямиста
Райка двоплямиста (Dendropsophus bipunctatus) — вид земноводних з роду Деревна райка родини Райкові.

## Опис
Загальна довжина досягає 2,5 см. Голова невелика. тулуб стрункий. Кінцівки добре розвинені. Спина має цегляно-червоне забарвлення. Черево лимонно-жовтого кольору. Нижня сторона задніх лап яскрава, коралово-червона.

## Спосіб життя
Полюбляє тропічні ліси, низьку рослинність поблизу водойм, луки. Зустрічається на висоті до 1100 м над рівнем моря. Весь день вона проводить у своєму схованку, сидячи головою униз. Вночі полює на комах та інших безхребетних.
Розмноження відбувається у грудні—лютому. Самиця відкладає яйця у стоячих водоймах.

## Розповсюдження
Мешкає у штатах Бразилії: від Пернамбуку до Ріо-де-Жанейро.